# 에드거 (스코틀랜드)
에드거(스코트어: Edgar) 혹은 에드가르 막 밀 콜룸(중세 아일랜드어: Edgar mac Maíl Choluim, 스코틀랜드 게일어: Eagar mac Mhaoil Chaluim, 1074년경 - 1107년 1월 8일)은 11세기 말 12세기 초 알바 왕국의 국왕이다. 말 콜룸 3세의 4남이며 어머니는 부왕의 둘째 부인인 마거릿이다. 별명은 용맹왕(라틴어: Probus, 영어: the Valiant).
1093년 말 콜룸 3세가 죽자 에드거의 숙부 돔날 3세가 그 뒤를 이어 즉위했고 에드거를 비롯한 마거릿 소생의 형제들은 잉글랜드로 쫓겨났다. 1094년 에드가르의 이복형 돈카드 2세가 돔날 3세를 폐위하고 왕위에 올랐지만 반년도 되지 않아 살해당했다. 돔날 3세가 복위했지만 돔날 3세는 늙고 아들이 없었다. 때문에 돔날 3세의 편을 들고 왕국의 절반을 받은 에드가르의 동복형 에드문드가 잠재적 후계자로 여겨졌다. 이 상황에서 에드가르는 1095년부터 왕위를 주장했다.
잉글랜드 왕 윌리엄 2세는 에드가르를 지원해 주는 데 소극적이었다. 그러나 노섬브리아 백작 로버트 드 모브레이가 돔날 3세와 에드문드를 지지하자 윌리엄 2세는 에드가르를 지원해 주기로 한다. 윌리엄 2세는 1095년의 대부분을 잉글랜드 북부 원정에 보냈고 이때 에드가르는 윌리엄에게 로디언을 하사받았다. 이때 더럼에서 에드가르가 하사받은 헌장에 보면 로디언은 윌리엄의 선물이고, 에드가르의 스코틀랜드 왕위는 그 부계 혈통에 의한 것이라고 구분되어 있다.
에드거의 즉위를 지지한 세력으로는 동복형제 알렉산더, 데이비드, 애설레드, 외삼촌 에드거 애설링이 있었다.
윌리엄 2세는 1096년 노르망디에 있었으며, 에드가르는 1097년에야 전폭적인 지지를 받을 수 있었다. 그 결과 에드거 애셀링이 이끈 전투에서 에드가르 측은 돔날과 에드문드를 격파했다.
잉글랜드의 연대기작자 제프리 가이마르는 에드가르가 윌리엄 2세의 봉신이 되었다고 주장했지만 에드가르가 잉글랜드 궁정에서 지낼 때 윌리엄이 에드가르에게 하루 40-60 실링을 용돈으로 줬다는 것을 보면 그 주장이 사실일 가능성은 낮아 보인다. 1099년 5월 29일 에드가르는 웨스트민스터 궁전에서 열린 대연회 때 보검 담당자로 의식에 참여하기까지 했지만 윌리엄 2세가 죽은 뒤로는 잉글랜드 궁정에 발을 끊는다. 그는 헨리 1세의 대관식 때도 나타나지 않았다.
덩컨 2세에게 이미 적장자인 윌리엄 피츠 덩컨이 있었기에 에드가르는 후대 왕들과 달리 장자상속제에 따라 즉위한 것이 아니었다. 그러나 돔날과 에드문드가 제거된 상황에서 에드가르에게 도전할 만한 경쟁자는 존재하지 않았고 그의 치세에는 큰 위기가 일어나지 않았다. 권력 장악 과정이 이렇게 상세하게 기록된 것에 비해 에드가르의 치세 내용은 매우 모호하다. 옆동네 에린의 지고왕 미르하르타크 우어 브리안에게 제1차 십자군의 기념품인 낙타 또는 코끼리를 선물로 보냈다는 기록이 남아 있다.
1098년 에드가르는 노르웨이 왕 망누스 3세와 국경을 정하는 조약을 맺었다. 그는 상황을 현실적으로 인정하고 헤브리데스와 킨티러를 망누스 3세에게 넘겼다. 같은 해 콜딩엄에 소수도원을 하나 세웠다. 전임 왕 돔날 3세가 캔터베리 출신 수도사들을 내쫓은 것에 비해 던펌린 수도원에서 캔터베리의 안셀모의 지지를 구하기도 했다.
에드가르는 1107년 1월 8일 에든버러에서 죽었고 던펌린 수도원에 묻혔다. 독신이었고 자식도 없었기에 동생 알락산다르가 알락산다르 1세로 즉위했다. 유언장을 통해 또다른 동생 다비드에게는 컴브리아와 로디언 일부를 상속했다.

## 참고 문헌
- Barrow, G. W. S., The Kingdom of the Scots. Edinburgh University Press, Edinburgh, 2003. ISBN 0-7486-1803-1
- Duncan, A. A. M., The Kingship of the Scots 842–1292: Succession and Independence. Edinburgh University Press, Edinburgh, 2002. ISBN 0-7486-1626-8
- Hudson, Benjamin T., The Prophecy of Berchán: Irish and Scottish Highkings in the early Middle Ages. Greenwood Publishing Group, 1996. ISBN 0-313-29567-0
- Oram, Richard, David I: The King Who Made Scotland. Tempus, Stroud, 2004. ISBN 0-7524-2825-X
- Orderic Vitalis, The ecclesiastical history of England and Normandy. 1853 translation by Thomas Forester, Francois Guizot, and Leopold Victor Delisle. Volume 3, page 14.

| 전임 돔날 3세 막 돈카다 | 알바의 왕 1097년 ~ 1107년 | 후임 알락산다르 1세 막 말 콜룸 |